# Shelfordia sadyates
Shelfordia sadyates är en stekelart som först beskrevs av Cameron 1903.  Shelfordia sadyates ingår i släktet Shelfordia och familjen bracksteklar. Inga underarter finns listade i Catalogue of Life.